# Rubus decussatus
Rubus decussatus är en rosväxtart som beskrevs av Auguste Isaac Samuel Schmidely. Rubus decussatus ingår i släktet rubusar, och familjen rosväxter. Inga underarter finns listade i Catalogue of Life.